# Ипуэйрас (Сеара)
Ипуэйрас (порт. Ipueiras)  —  город и муниципалитет в Бразилии, входит в штат Сеара. Составная часть мезорегиона Северо-запад штата Сеара. Входит в экономико-статистический  микрорегион Ипу. Население составляет 38 044 человека на 2007 год. Занимает площадь 1 474,108 км². Плотность населения — 27,5 чел./км².

## История
Город основан в 1883 году.

## Статистика
- Валовой внутренний продукт на 2003 составляет 65.931.747,00 реалов (данные: Бразильский институт географии и статистики).
- Валовой внутренний продукт на душу населения на 2003 составляет 1.670,55 реалов (данные: Бразильский институт географии и статистики).
- Индекс развития человеческого потенциала на 2000 составляет 0,617 (данные: Программа развития ООН).